# Изселване на мориските
Изселването на мориските (на испански: Expulsión de los moriscos) е етническо прочистване на мориските в Испания, проведено между 1609 и 1614 година.
Мориските са потомци на мюсюлмани, покръстени в началото на XVI век. Изселването засяга голяма част от мориските в Испания, като имуществото им е национализирано. Повечето от изселниците се установяват в Северна Африка. Най-голям е броят им от земите на Арагонската корона, чиято икономика се възстановява от изселването с десетилетия.